# 美花選

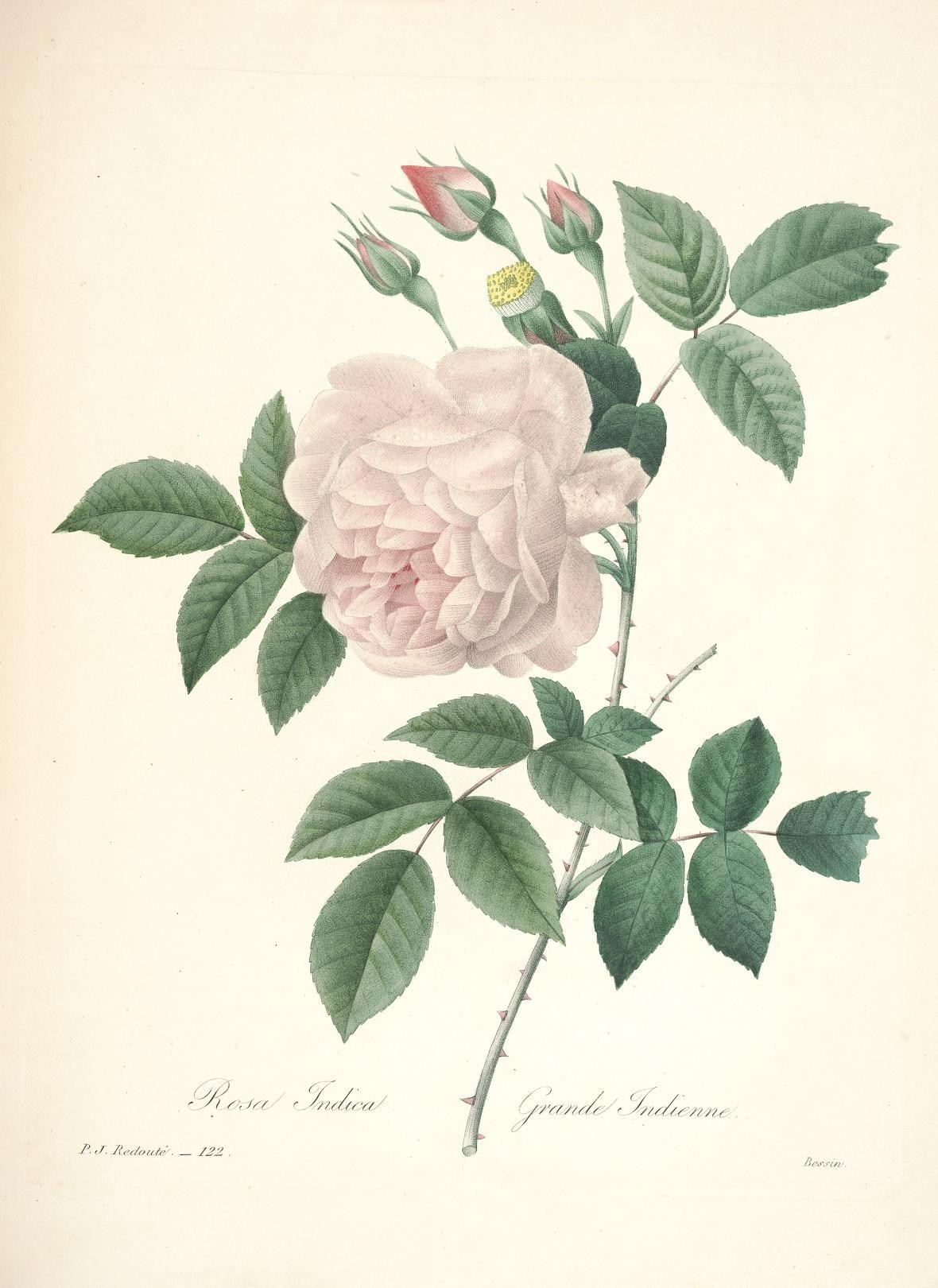
ルドゥテ作『美花選』より122番目の花

『美花選』（びかせん、Choix des plus belles fleurs）は、フランスの植物画家ピエール＝ジョゼフ・ルドゥテ（1759年7月10日 - 1840年6月19日）が制作した水彩画集である。144枚の彩色銅版画を収録し、1827年にはじめて出版された。

## 解説
本画集の書名を省略せずに記載すると、フランス語で Choix des plus belles fleurs et de quelques branches des plus beaux fruits. Dédié à LL. AA. RR. les princesses Louise et Marie d'Orléans (1827) となり、日本語に直訳すると『最も美しい花々と最も美しい果実の実る枝のいくつかの選集：オルレアンのルイーズ姫殿下とマリー姫殿下に捧ぐ（1827年）』の意である。1827年に、色付きの頁を含む二つ折り冊子版がパリで制作された。出版人はエルネスト・パンクーク。
1827年5月から1833年6月にかけて、144枚の絵付きの特別頁が順次印刷された。本画集は36の部分に分かれ、各部は草花、木花、もしくは、果実の絵が4枚、描かれている。ルドゥテはフランスの王妃たちに絵画を教える芸術教師として半世紀を過ごした。書名にもある通り、彼はこの美しい花と果実の画集を、生徒であったオルレアン家のルイーズとマリーの姉妹に捧げた。

## 制作過程
18世紀から19世紀初期において、本画集のようなものに適用される印刷の方法は、銅板を利用した凹版印刷であった。銅板上に形成された凹面又は溝部にインクを詰め、各色1回ずつ、用紙に転写して最終的な絵を作成するものである。また、上質な作品には、手作業で色付けが行われることもあった。この場合、何年も修行を積んだ女性たちが組になって、本の挿絵に色を塗った。彼女らは、凹版印刷により黒色の描線と、べた塗り面が印刷された下絵にして、原画を目の前において参考にしながら色を塗った。
ルドゥテは、上述の2つの方法を両方とも使って、1796に本画集の制作を開始した。まず始めに、銅板制作者がルドゥテの水彩画に基づいて銅板にエングレーヴィングを施した。この際、描線の代わりに微小なドットを彫った。次に、仕上がった銅板上に形成された凹点にインクを詰め、用紙に転写する工程が行われる。この工程は、その絵で用いられる、色の異なるインクごとに複数回、繰り返された。このように多色刷りを行った後に手作業で、もっと多くの色彩を使った仕上げが、印刷図版1枚ずつに対して行われた。ルドゥテは、この印刷方法の発明者であると称していたところ、裁判でその主張の適否が争われた。裁判はルドゥテの勝訴に終わった。

## 『美花選』中の図版の一例

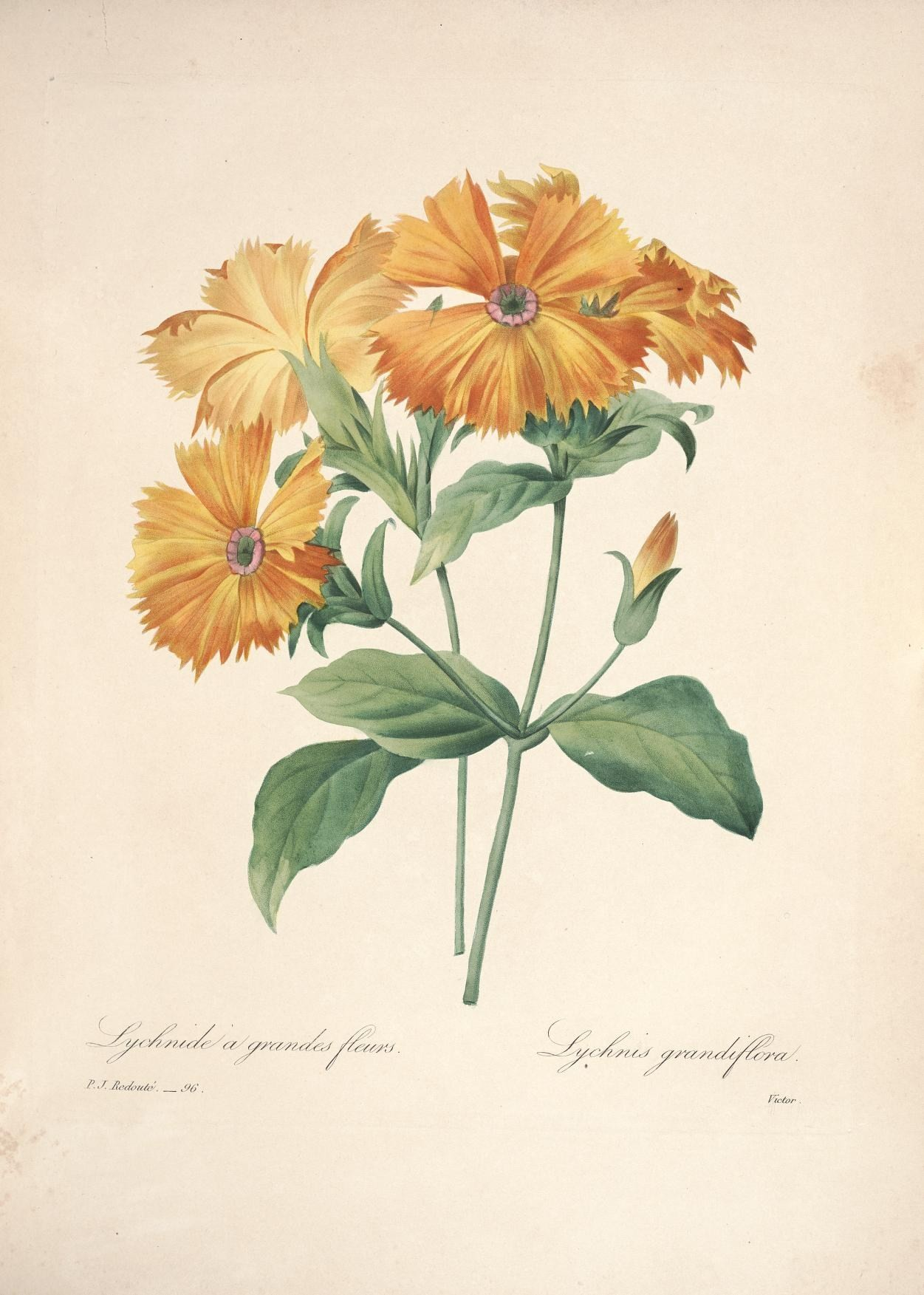
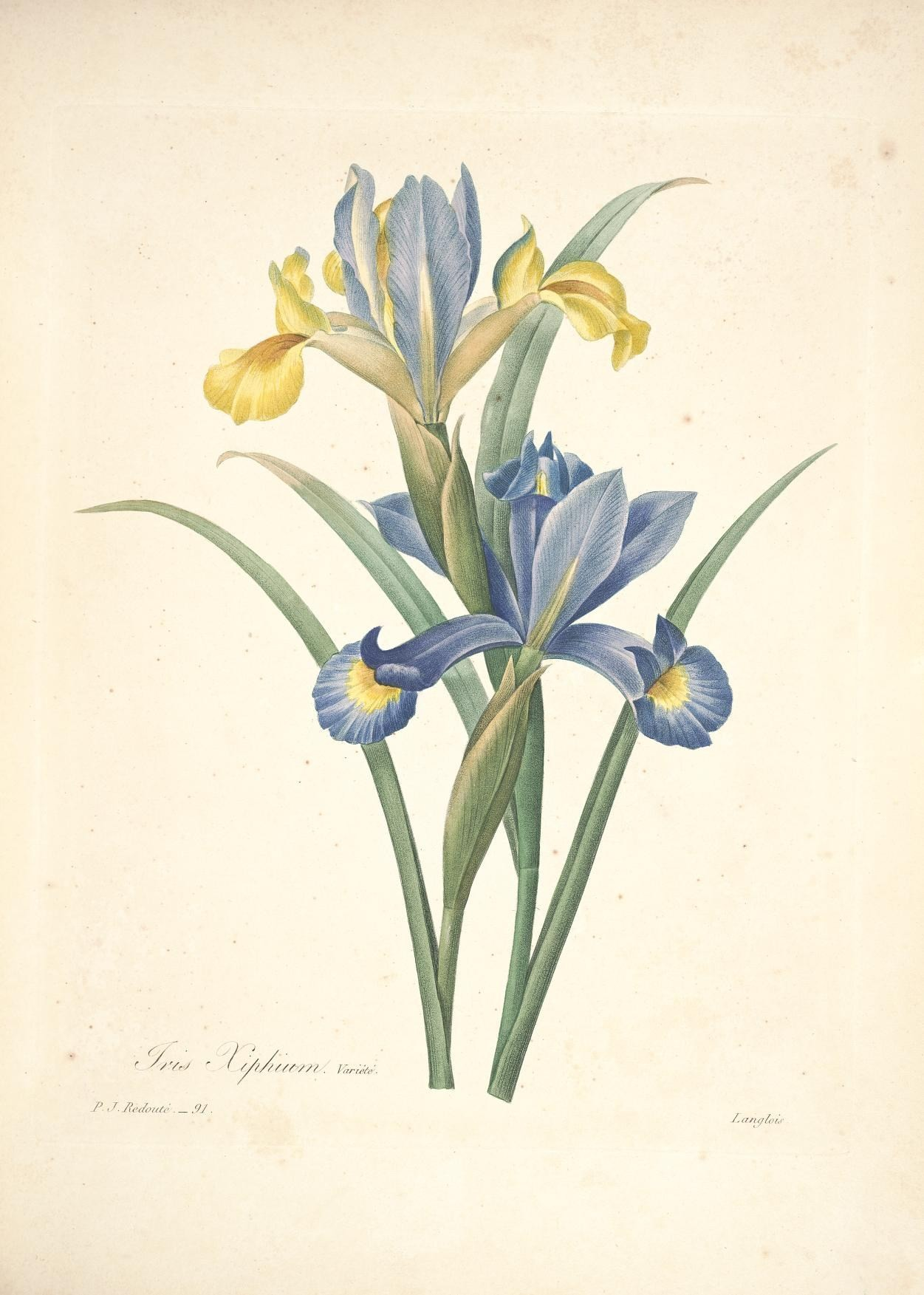
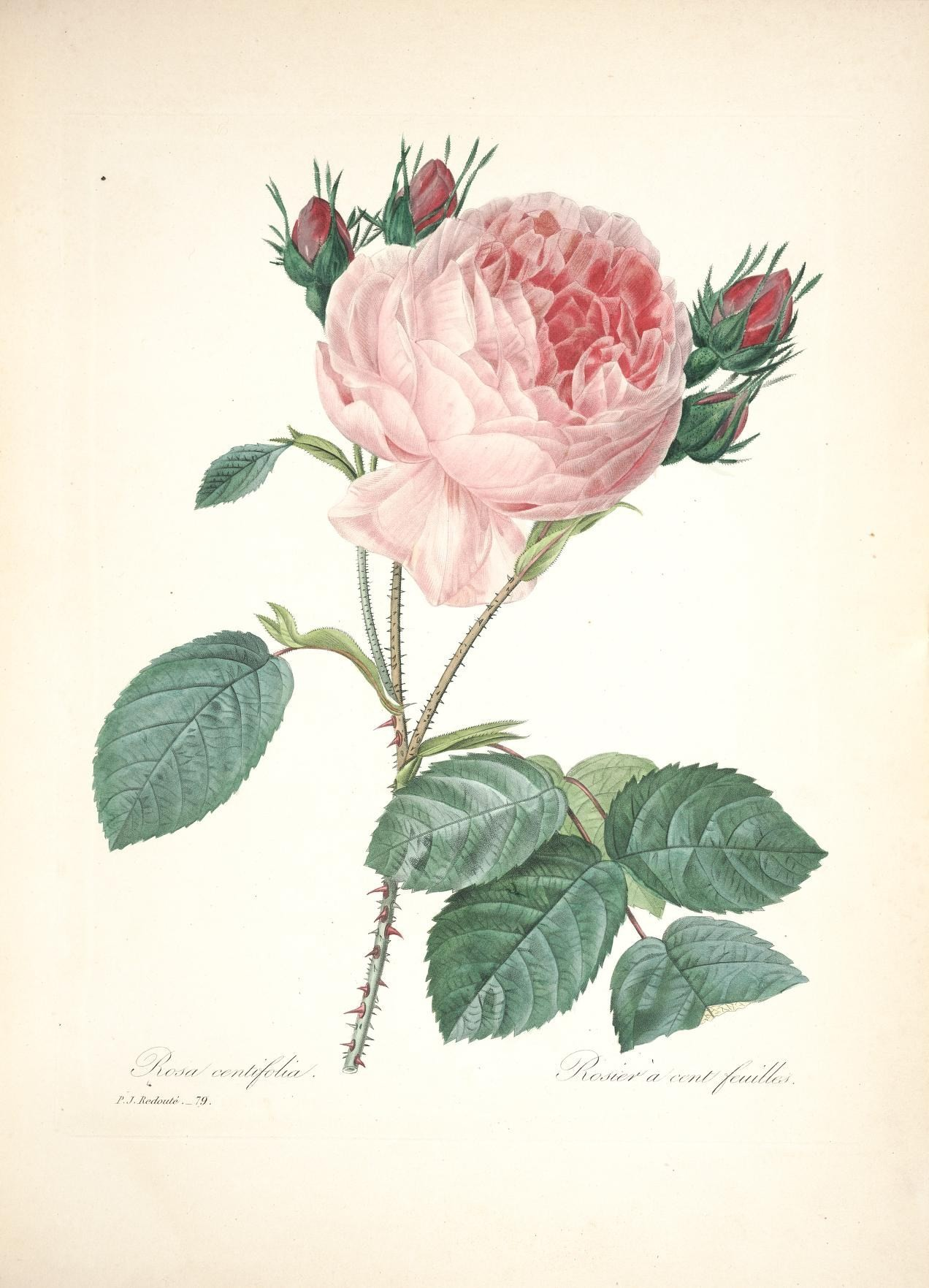
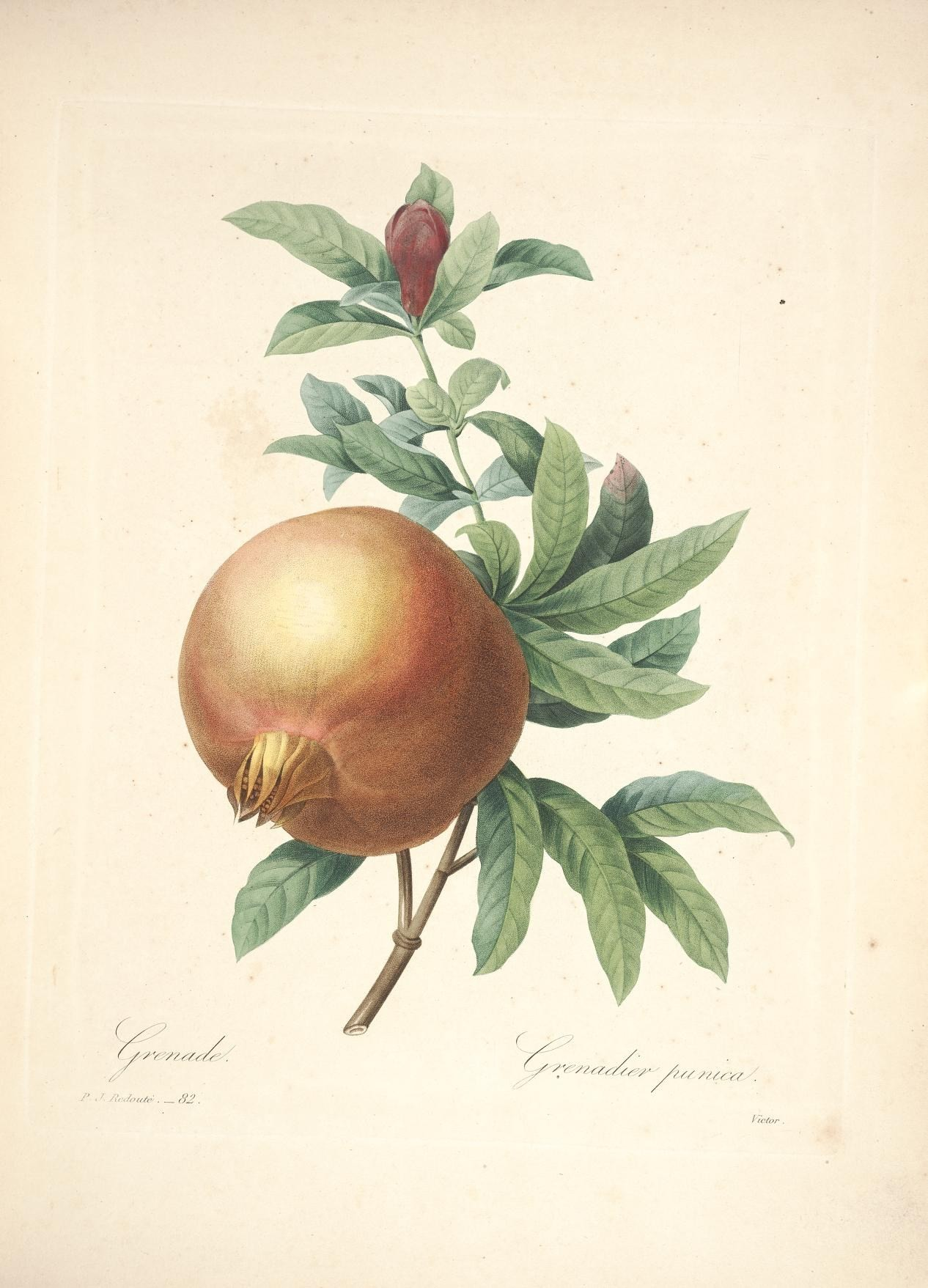
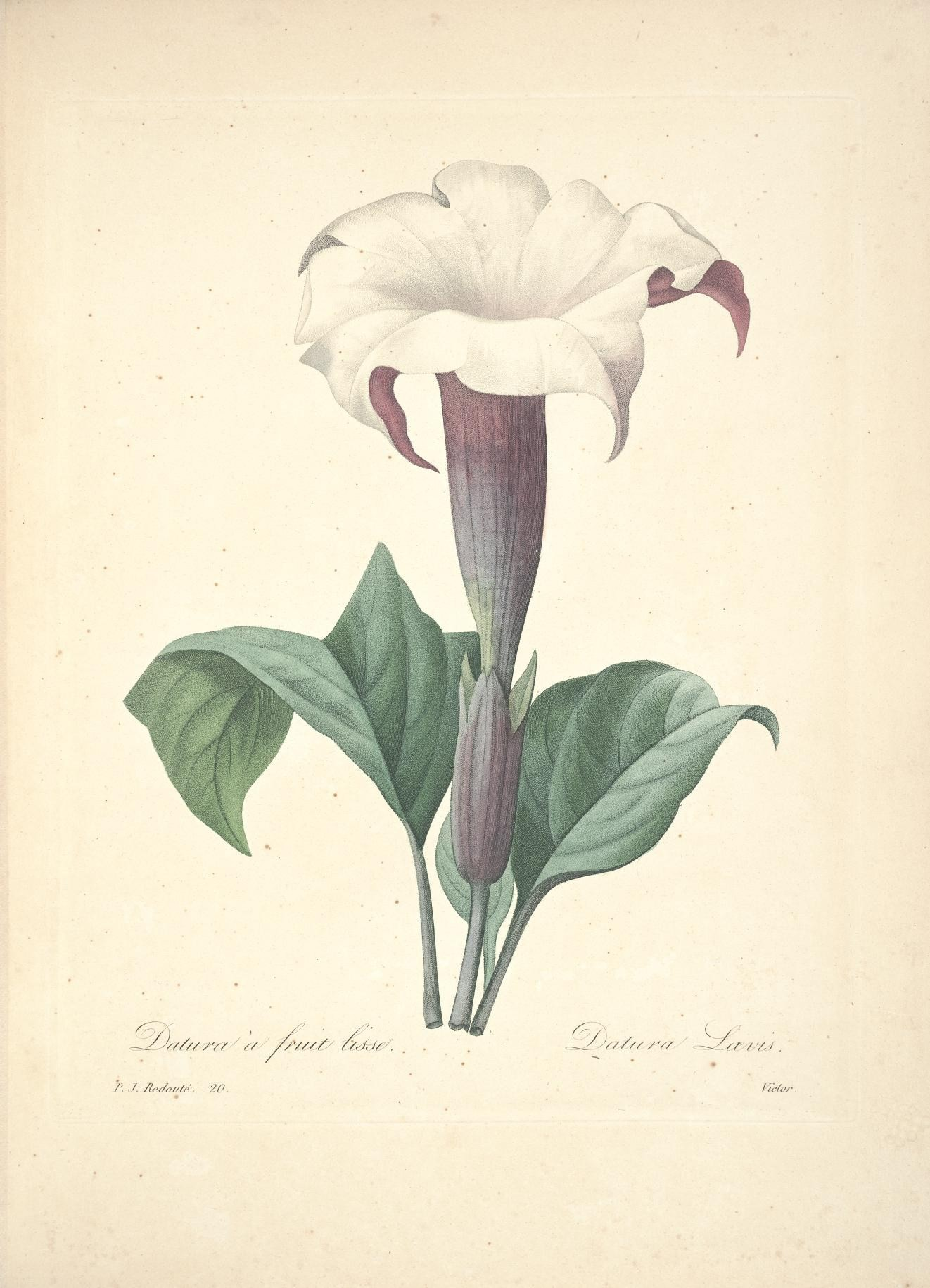
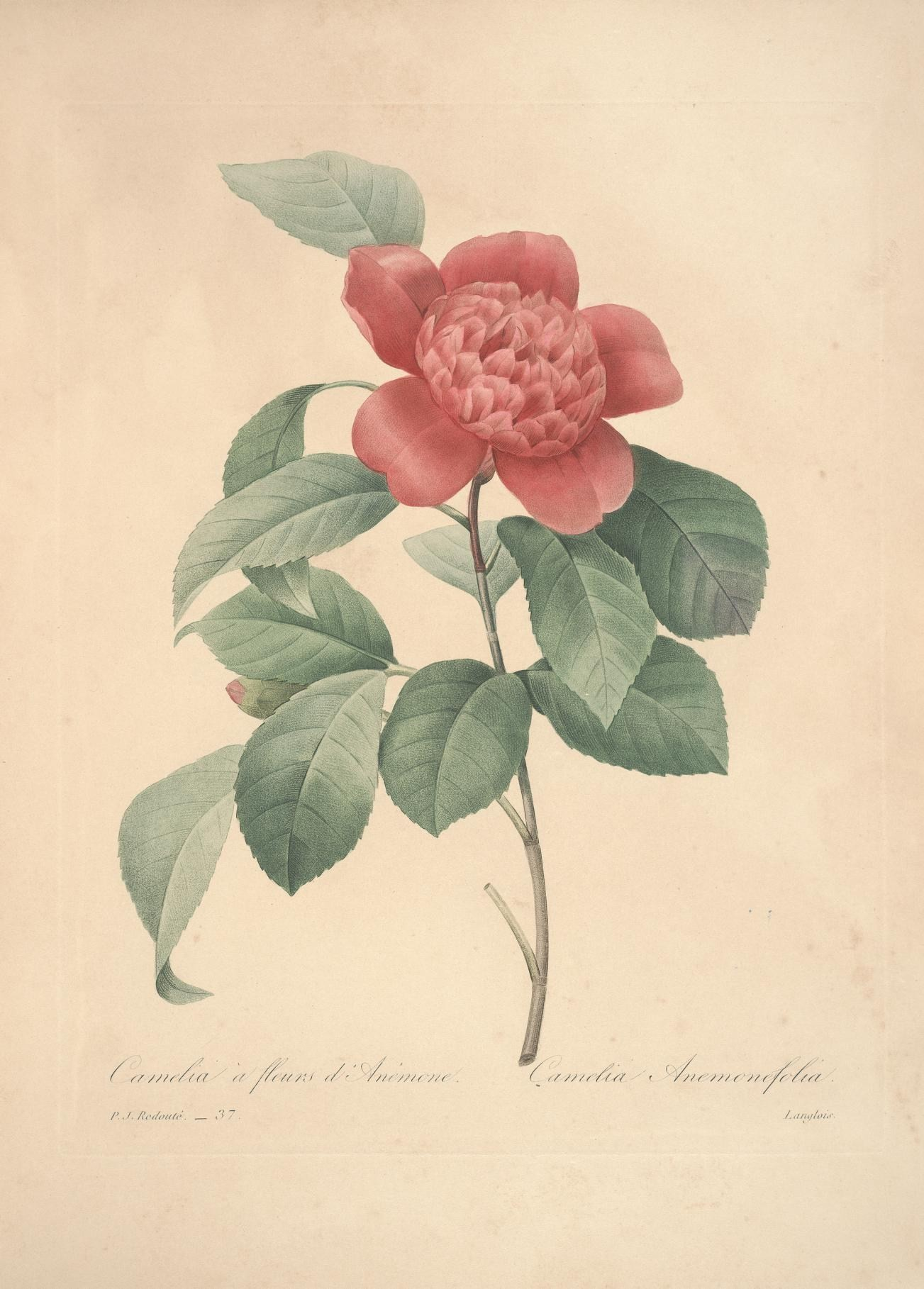
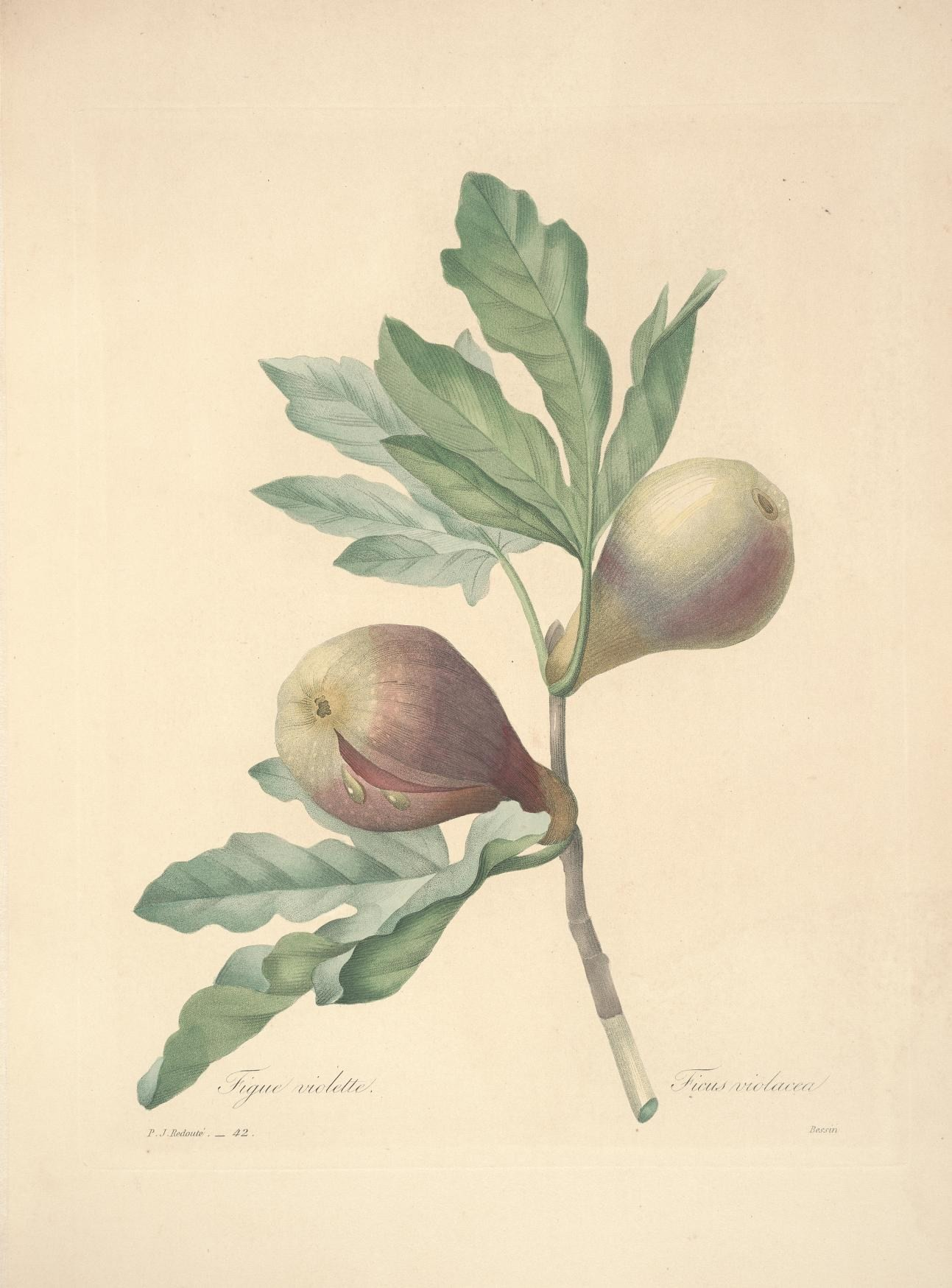
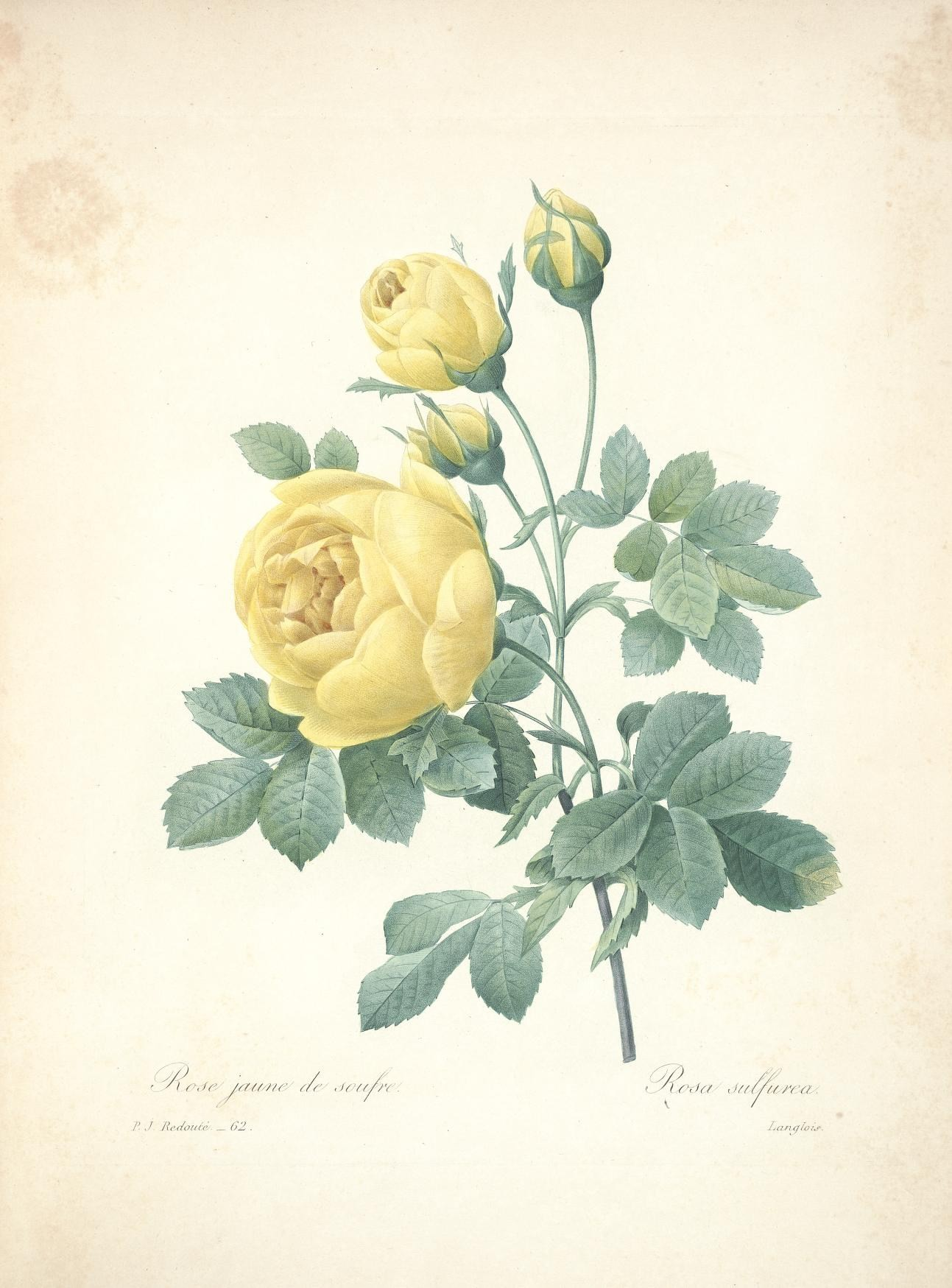
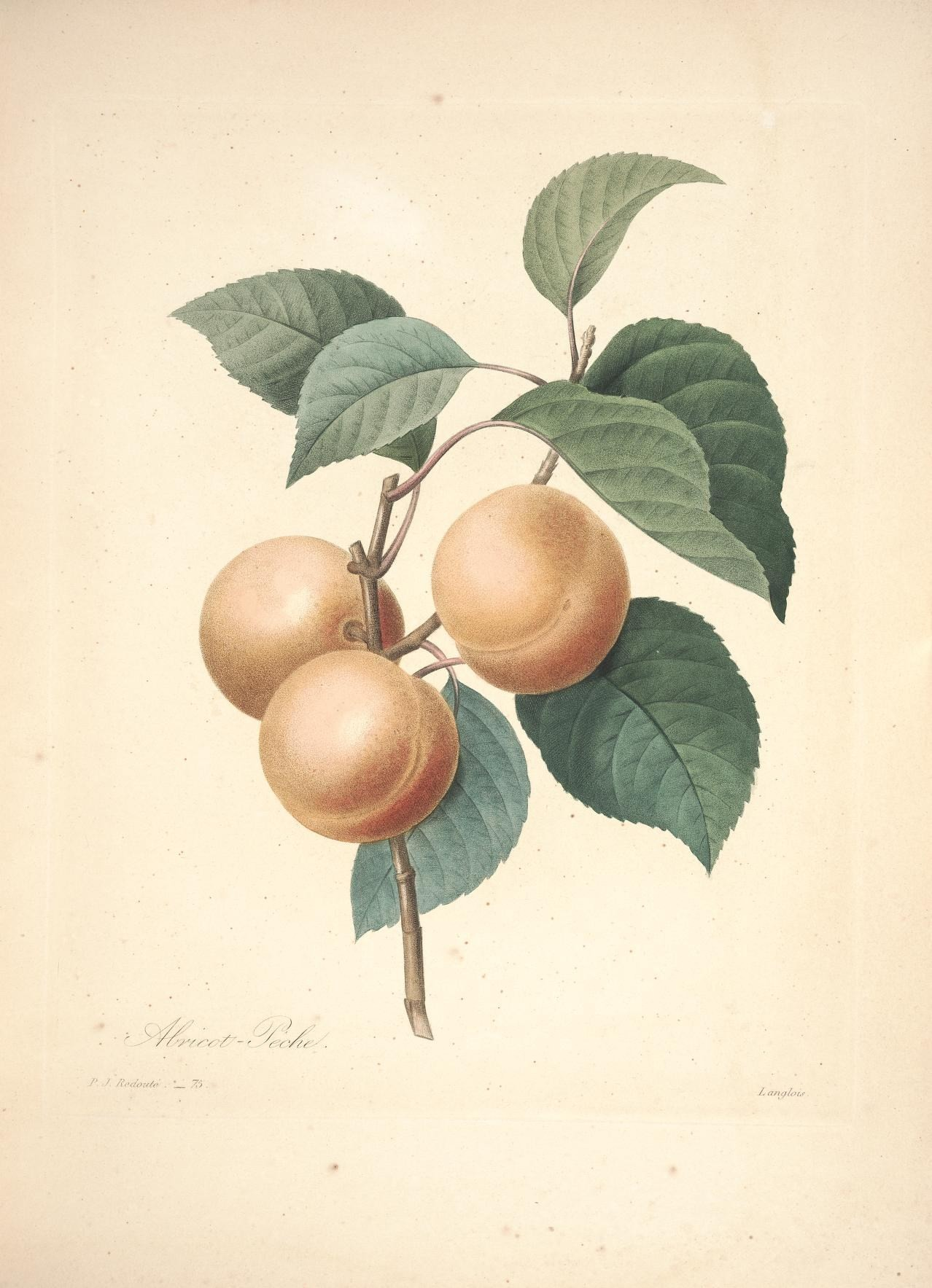
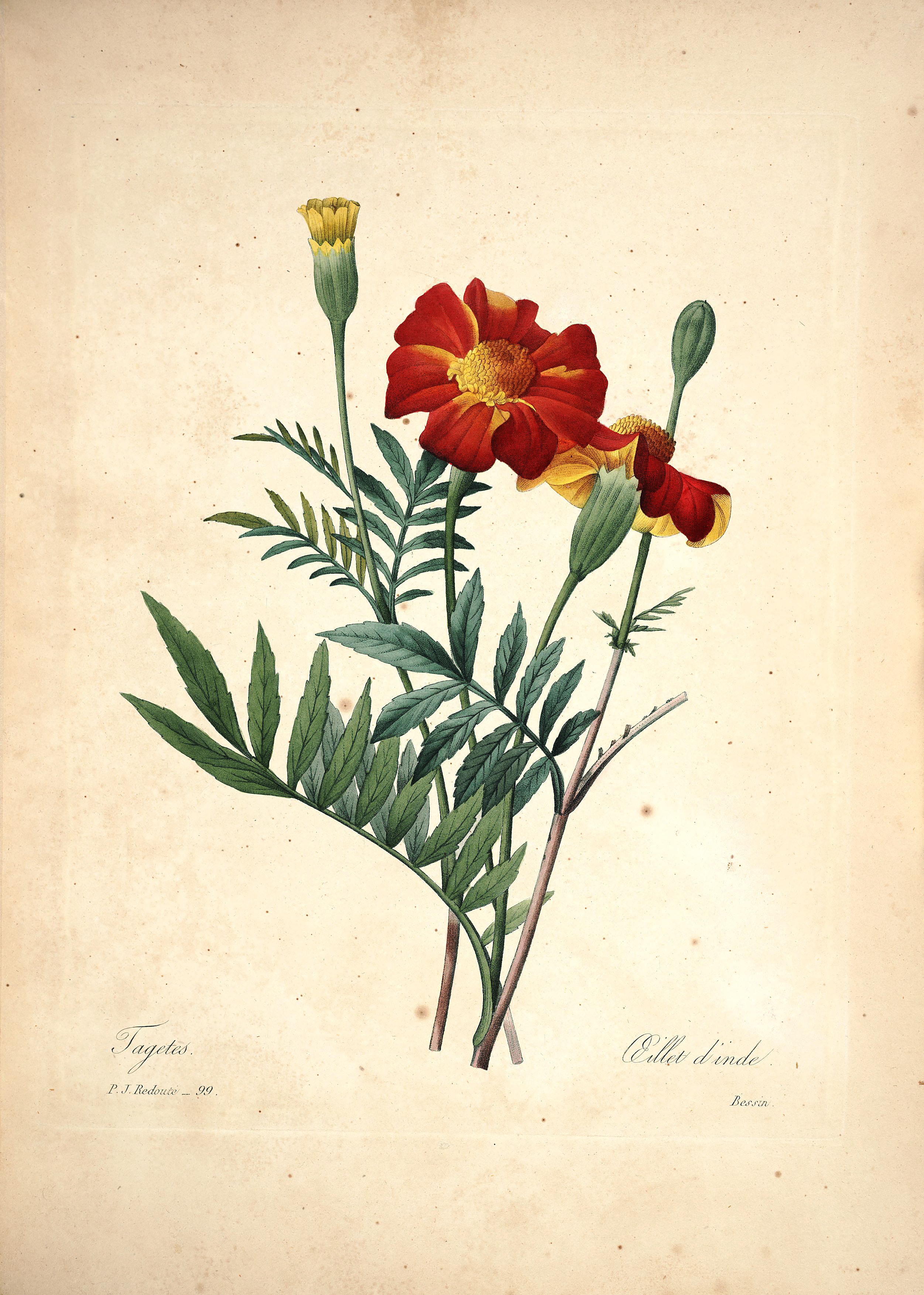
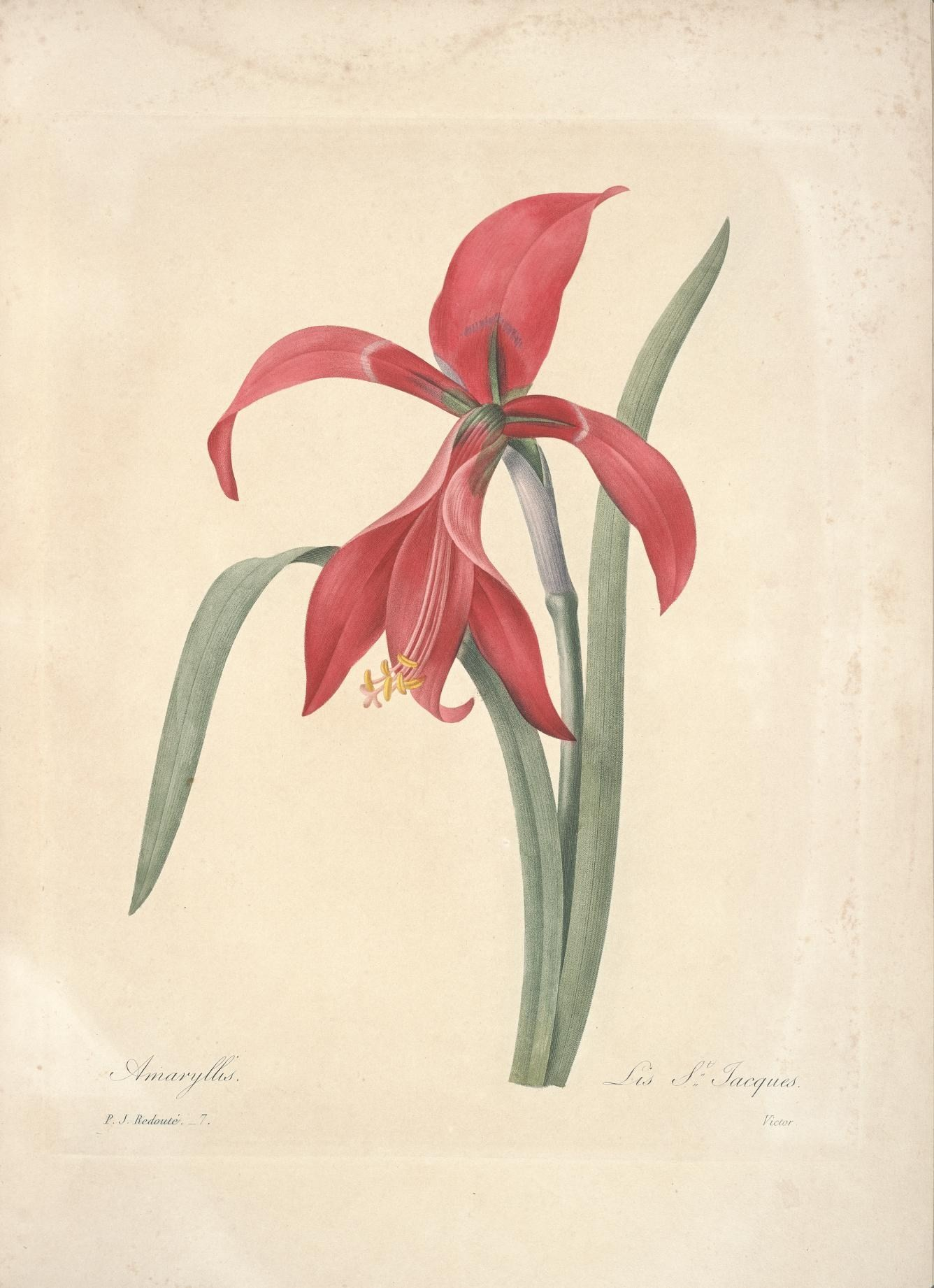
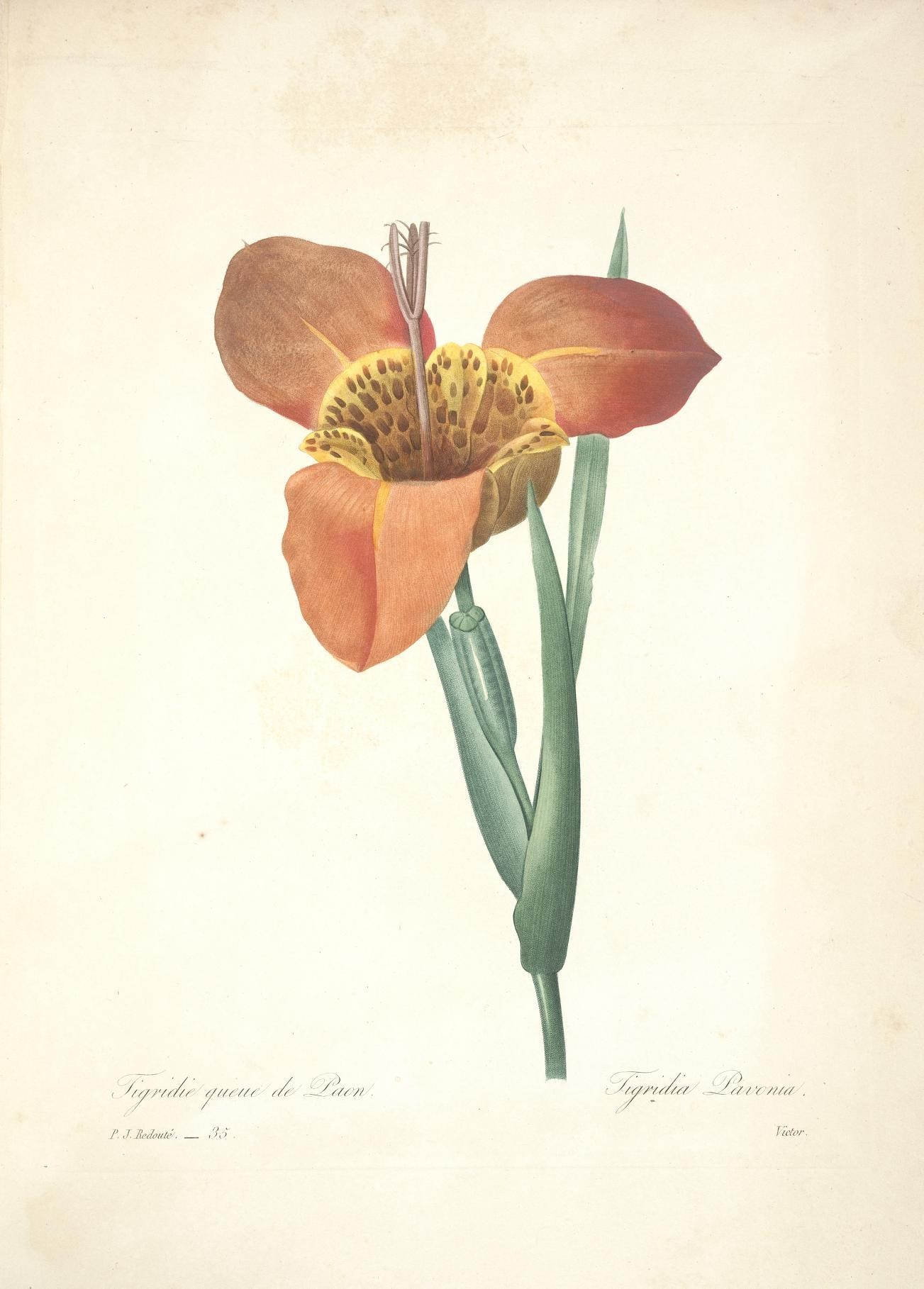